# شغب ربع غازي عام 1995
شغب رَبع غازي عام 1995 (بالتركية: Gazi Mahallesi olaylar)‏ أحداثٌ وقعت في مارس 1995م في رَبع غازي، وهو حي الطبقة العاملة في مقاطعة اسمها حينذاك غازي عثمان باشا، وهي اليوم مقاطعة سلطان غازي في إسطنبول إسطنبول، تركيا، حيث يعيش فيها الكثير من العلويين. بدأت أعمال الشغب بعد هجوم استفزازي مسلح على العديد من المقاهي في نفس الوقت، وانتشر إلى أماكن أخرى في إسطنبول وأيضا في أنقرة في الأيام التالية. وخلال أربعة أيام من الاضطرابات، قُتل 23 شخصًا وأصيب أكثر من 400 شخص في ثلاثة أماكن مختلفة.

## الخلفية
في ساعات المساء من يوم 12 مارس 1995، حدث هجوم على ثلاثة مقاهٍ ومحل للكعك في نفس الوقت باستخدام بندقية آلية، من قبل أشخاص مجهولين يستقلون سيارة أجرة عابرة. وكان نتيجة الهجوم أن قتل ديدي خليل كايا، وهو زعيم ديني للعلويين بالغ من العمر 61 عامًا، وجرح 25 شخصًا، خمسة منهم كانت إصابتهم بالغة. وهرب المسلحون بعد أن قتلوا سائق السيارة الأجرة بقطع رقبته، وحرقوا السيارة المخطوفة.

## الشغب
أدت الهجمات لأحداث فوضوية. بعد الهجوم مباشرة، تجمهر عدد كبير من السكان العلويين برَبع غازي أمام بيت الجمع وساروا إلى مركز شرطة الحي. وقتل أحد المتظاهرين، محمد غوندوز، وجرح عدد كبير أثناء إطلاق الشرطة النار في الهواء لتفريق التجمع. واستمر العنف طوال الليل.
في الساعات الأولى من صباح اليوم التالي، جاء العلويون من أماكن مختلفة من إسطنبول إلى رَبع غازي للانضمام إلى المحتجين. احتشد عشرات الآلاف بمسيرة مرة أخرى نحو مركز الشرطة واشتبكوا مع الشرطة، التي عززت بشرطة النجدة وفرقة المهام الخاصة بناءً على أوامر من القائد العام لشرطة إسطنبول نجدت منذر. تجاوز المحتجون الحواجز التي أقامتها قوات الأمن واقتربوا 200 م (660 قدم) من مركز الشرطة لمواجهة إطلاق النار من الشرطة بقذف الحجارة. ووقع القتال العنيف بوصولهم تقريبًا إلى مركز الشرطة. وبدأت الشرطة إطلاق النار مستهدفة الأشخاص. ووقفت وحدات الدرك التي وصلت إلى موقع الشغب بين الطرفين. ومع ذلك، أدى هذا لتصاعد الوضع. حيث لم يكن من الممكن السيطرة على الأحداث بعد ساعات. وقتل خمسة عشر من مثيري الشغب وجرح عدد كبير من الأشخاص من بينهم صحفيون.
سعى قائد اللواء السادس للتفاوض مع المحتجين. وطالب المتظاهرون إرسال وفد إلى مركز الشرطة من أجل التأكد من أنه لم يتم اعتقال أحد. ووافق القائد، واختار أيضًا امرأة؛ وهي أوزليم تونك، كعضو في الوفد. دخلت تونج مركز الشرطة مع باقي الوفد. وبعد تفتيش كل غرفة، تأكدوا من عدم احتجاز أي شخص. ومع ذلك، قام ضباط الشرطة بإهانة الوفد. لا يمكن أن يتوقف رجال الشرطة عن مهاجمة المدنيين إلا بأمر من القائد العسكري.
في يوم 14 مارس، فرض خيري كوزاكيوجلو، حاكم مقاطعة إسطنبول، الأحكام العرفية وحالة الطوارئ على رَبع غازي ورَبعين مجاورين من أجل الحفاظ على النظام والأمن. وفي اليوم نفسه، أصيب 36 شخصًا خلال الاحتجاجات التي جرت في كيزيلاي، أنقرة كرد فعل على الأحداث التي وقعت في رَبع غازي.
وفي يوم 15 مارس، امتدت أعمال الشغب إلى حي في مقاطعةعمرانية بإسطنبول، على جزء الأناضول. وبعد وفاة خمسة أشخاص وإصابة أكثر من عشرين شخصًا، فرضت الأحكام العرفية هناك أيضًا. رفع حاكم المحافظة قانون الأحكام العرفية عن المنطقة في اليوم التالي نظرًا لاستعادة النظام.

## سوء سلوك الشرطة
في مقابلة تم نشرها يوم 12 مارس 2008 بصحيفة أوزغور غونديم، ذكرت أوزليم تونك تجربتها المأساوية خلال أيام الشغب على النحو التالي:
عند خروجها من مركز الشرطة بعد الانتهاء من التفتيش، صعدت فوق مركبة مدرعة لمخاطبة الحشد. وبعد نزولها، تم اعتقالها من قبل اثنين من ضباط شرطة النجدة وأخذها إلى مقهى قريب. وهناك تعرضت للتعذيب بشكل سيئ، والصفع على الوجه بعصا الشرطة، والركل، والسحق بالقدم.
وبعد أن غابت عن الوعي، أخذوها خارج المقهى. وأخذ أحد الضباط سلاحه الناري وأطلق على رأسها النار. فسقطت على وجهها في الشارع. ومنعه زميله من إطلاق النار عليها ثانية. وأمسكها شرطي من شعرها والشرطي الآخر من ساقها وسحبوها إلى الرصيف. ثم داس أحدهم على ظهرها. واعتقادًا منهم بموتها، تركوها ملقاة على الأرض.
والتقطت قوات الدرك جسم تونك من على الأرض وسلموه لمركز الشرطة حيث تم إلقاؤه على كومة من القتلى والمصابين. بعد ذلك، تم نقل الجثث والمصابين إلى المستشفيات. وقالت إنها فقدت الوعي في سيارة الإسعاف، ووضعت في مشرحة المستشفى.
وعن طريق الصدفة، تم اكتشاف أنها لا تزال على قيد الحياة. وخضعت لجراحة بالرأس وتلقت العلاج في المستشفى في الأيام التالية. في يومها الثالث بالمستشفى، قام رئيس الوزراء تانسو تشيلر بزيارتها.
وتم عرض مشاهد مصورة بالتلفاز تبين لحظة سحبها إلى الرصيف وسحقها بالقدم. ونشرت الصحف أيضًا الصور التي التقطت خلال هذا الإجراء. أثار العمل الوحشي الذي قامت به الشرطة السخط الشديد من المواطنين.
وتلقت أزليم تونك ثلاث سنوات من العلاج الطبي الطويل في مستشفى خاص. وبسبب استمرار مضايقات الشرطة، انتقلت بعيدًا عن رَبع غازي إلى ساريير في الشمال، وعادت بعد سنوات فقط.

## محاكمة
تم تشريح الجثث لـ 17 جثة والذي أظهر أن سبعًا منهم قد توفوا برصاص الشرطة. رفع المدعي العام دعوى ضد عشرين ضابط شرطة لتجاوزهم الحدود الضرورية لحق الدفاع عن النفس. ولأسباب أمنية، تم نقل مكان المحاكمة من أيوب في إسطنبول إلى محكمة تبعد 1,100 كـم (680 ميل) عن مدينة طرابزون في الشمال الشرقي للبحر الأسود. كانت بداية القضية في 11 سبتمبر 1995، واستمرت أربعة أعوام ونصف حتى 3 مارس 2000.
قضت المحكمة على اثنين من ضباط الشرطة بتهمة القتل، ولكن برأت 18 مسؤولاً أمنيًا آخرين من ارتكاب أي مخالفات. وحكم على آدم البيرق، الذي ظهر في لقطة مصورة وهو يطلق النار من بندقية آلية، بـ 96 عامًا في السجن لجريمة قتل أربعة أشخاص. وخففت عقوبته بعد ذلك إلى ست سنوات وثمانية أشهر. وحكم على محمد جوندوجان، الذي تم تسجيله وهو يطلق النار على الجماهير، في البداية بـ 48 عامًا لقتله اثنين من المدنيين. وتم تخفيف الحكم إلى ثلاث سنوات وتسعة أشهر. وتم تأجيل هذه التهم. ألغت محكمة الاستئناف العليا قرار المحكمة الابتدائية على أساس عدم اتضاح تهمة القتل. وعندما أعيد فتح القضية في محكمة طرابزون، انسحبت أسر الضحايا لاعتقادهم أن الدولة تبرئ نفسها على أي حال. أدانت المحكمة اثنين من المشتبه بهم بعقوبة أربع سنوات و32 شهرًا إجمالاً. وتمت الموافقة على القرار النهائي من قبل المحكمة العليا في 11 يوليو 2002.

## مناشدة المحكمة الأوروبية لحقوق الإنسان
عقب الإخطار بقرار المحكمة النهائي، استأنفت أسر 22 من القتلى لدى المحكمة الأوروبية لحقوق الإنسان (ECtHR). ألزمت المحكمة في ستراسبورغ في 27 يوليو 2005 جمهورية تركيا بدفع تعويض قدره 30000 يورو لكل أسرة من أسر الضحايا الاثنتي عشرة في رَبع غازي وأسر القتلى الخمسة في منطقة عمرانية، ليكون الإجمالي 510000 يورو. وجدت المحكمة الأوروبية انتهاكًا للاتفاقية الأوروبية لحقوق الإنسان، المادة 2، البروتوكول 13، الذي يحمي حق كل شخص في الحياة.

## اقتراح التحقيق البرلماني
قدمت جولتان كيزاناك، نائب ديار بكر من حزب السلام والديموقراطية (BDP) وزملاؤها التسعة عشر في البرلمان، اقتراحًا في 12 مارس 2008، للتحقيق في الأحداث بواسطة البرلمان التركي.

## اتصال إيرجينيكون
ذكرت صحيفة صباح اليومية أنه خلال التحقيقات الأخرى في قضية محاكمات إرغينكون، اكتشفت النيابة العامة أن عثمان غربوز، المعتقل لاشتباه انتمائه لمنظمة إرغينكون السرية المزعومة، كان هو الفاعل الرئيسي لهجمات 1995 في رَبع غازي.
تم التعاقد معه من قبل بولنت أوزتورك، وهو ضابط في الجيش تم طرده من الخدمة من رتبة رائد. تم تدريب غربوز بواسطة قوات الدرك في الحرب الخاصة والحرب النفسية. حصل على وثائق هوية زائفة من أوزتورك واسم مرمز «كوتشوك حاجي» (حرفيًا: الرحالة الصغير) قبل أن ينتقل إلى إسطنبول للتنفيذ. وشكل هناك عصابة من عشرة أشخاص. ثم بناءً على أوامر من أوزتورك، خطط عثمان غربوز للهجوم ونفذه في رَبع غازي مع شركائه.